# Canon de 3 pouces/50 calibres Mark 27, 33, 34
Pour un article plus général, voir Canon de 3 pouces/50 calibres.
Les canons de 3 pouces/50 calibres Mark 27, 33 et 34 sont une série de canons navals antiaériens conçus durant la Seconde Guerre mondiale et achevés après la fin de celle-ci. Installé sur de nombreux navires de l'United States Navy de la fin des années 1940 aux années 1980, il est encore utilisé en 2016 sur des navires vendus à d'autres nations.

## Conception
Dès 1944, l'United States Navy se rend compte que ses canons de 20 mm Oerlikon et Bofors 40 mm ne sont pas efficaces contre les attaques kamikazes japonaises. Seul le canon de 5 pouces/38 calibres tire une munition assez puissante pour arrêter un avion fonçant sur un navire ; le problème est que ce canon est trop lourd pour être déployé en nombre suffisant. C'est ainsi qu'un nouveau programme est lancé dans l'urgence, avec pour but de développer un canon de calibre moyen qui puisse tirer un obus équipé d'une fusée de proximité, le Mark 27.

## Utilisation
C'est ainsi qu'un nouveau canon voit le jour, prévu pour équiper de nombreux destroyers d'escorte et autres petits navires construits à la fin de la Seconde Guerre mondiale. Cependant, sa conception ne s'achève qu'en 1948, et ce n'est qu'à partir de cette année-là qu'il commence à équiper les navires de l'United States Navy et de la Marine royale canadienne. Ce sera le cas jusque dans les années 1980, et en 2016 il est encore en service sur des navires américains vendus à d'autres nations. Ce canon est monté sur deux types d'affûts : le Mark 27 sur affût double conçu durant la Seconde Guerre mondiale, le Mark 33 étant une amélioration de celui-ci, et en affût simple, le Mark 34.